# Tata Sabaya
Le Tata Sabaya est un stratovolcan, en Bolivie. Il est situé au nord du salar de Coipasa, dans l'Altiplano. La date de sa dernière éruption est inconnue, mais elle se situe vers l'Holocène étant donné l'apparence de la montagne. Tata Sabaya est composé de trois éléments distincts. À sa base on trouve un bouclier pyroclastique, surmonté d'un dôme de lave, et finalement par un stratovolcan. Un des événements les plus spectaculaires du passé récent du volcan fut l'avalanche de poussière qui couvrit 300 km2 au sud de la montagne. Des éruptions postérieurs ont redonné au volcan sa forme actuelle. Des coulées de lave récentes se trouvent sur ses flancs ouest et nord-ouest, et un écroulement partiel du dôme sommital a produit des dépôts sur le flanc sud-ouest.

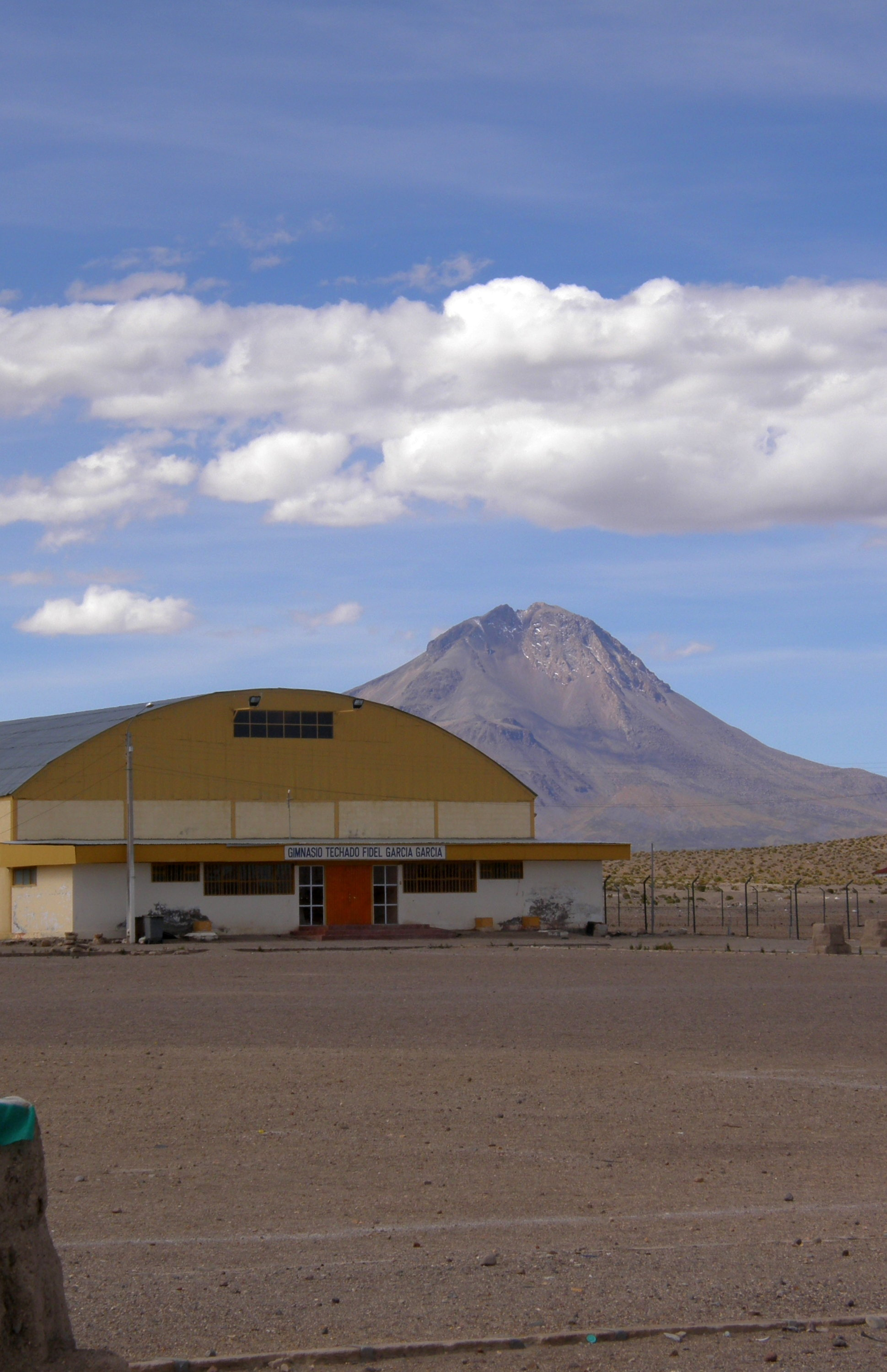
Le Tata Sabaya